# Anisothecium campylophyllum
Anisothecium campylophyllum är en bladmossart som beskrevs av Mitten 1869. Anisothecium campylophyllum ingår i släktet Anisothecium och familjen Dicranaceae. Inga underarter finns listade i Catalogue of Life.